# Spawn: Armageddon
Spawn: Armageddon es un videojuego lanzado en 2003 para PlayStation 2, Xbox y GameCube. Está inspirado en los números 1 al 99 de la serie de cómics Spawn. El creador de Spawn Todd McFarlane dirigió la producción del juego.

## Jugabilidad
Este modo de juego se enfoca en un combate rápido y elegante (similar a las series Devil May Cry y God of War) ganando objetos frágiles, Almas, Puntos de técnica, portadas de historietas, Tiempo y Rangos. El arma principal de Spawn es el Hacha de la Agonía (formada por su capa), que puede atravesar a cualquier demonio. También está armado con sus cadenas de marca registrada, que atacan con gran precisión y velocidad. Spawn también encuentra armas de fuego para usar contra demonios más fuertes. También es capaz de usar varios poderes infernales, particularmente el necroplasma. El juego presenta actualizaciones; Spawn debe recolectar almas demoníacas para comprar municiones, mejorar sus armas y aumentar su salud máxima o su barra de necroplasma.

## Trama
El juego comienza con Spawn en una azotea decrépita sobre una capilla olvidada en la ciudad de Nueva York. Luego recibe flashbacks de su vida anterior y su traición por parte de Jason Wynn. De repente, un destello de luz verde brillante atraviesa la ciudad, señalando la guerra del demonio contra los ángeles en una batalla conocida como Armagedón. Derribado de los tejados, Spawn sale a la calle no solo para responder a la llamada, sino incluso para vengarse.
Varios personajes del cómic Spawn aparecen en el juego:
- Spawn — el protagonista del juego. Una vez el asesino, Al Simmons, que fue asesinado y vendió su alma al Diablo, Malebolgia para poder ver a su amada esposa nuevamente. Spawn debe averiguar la causa del rayo verde. Mientras busca respuestas, se ve envuelto en una guerra entre el cielo y el infierno.
- Violator — también conocido como el Payaso. A pesar de su apariencia, no es un ser humano sino un demonio. Él cree que es el demonio perfecto para liderar los ejércitos del Infierno, pero Malebolgia prefiere a alguien con un alma de Sigilkind, es decir, Spawn. Los celos de Violator han unido a ambos en muchas ocasiones.
- Mammon — uno de los guías de Spawn y su mentor. Sus motivos no están claros para Spawn, quien no está seguro de si puede confiar completamente en este suave personaje. Sin embargo, Mammon tiene mucho conocimiento y Spawn puede aprovechar eso.
- Cy Gor — un experimento escapado. Cy Gor es un cyborg gorila, una criatura experimental de Jason Wynn. Aparentemente liberado por el rayo verde, Cy Gor ahora deambula por la ciudad, destruyendo todo lo que intente detenerlo. Depende de Spawn detener a esta bestia furiosa.
- Malebolgia — el que hizo un trato con Al Simmons para poder volver a ver a su amada esposa. Él y su hermana, Goddess, están preparando su guerra conocida como Armageddon usando almas buenas y malas en Gazer. También envió al Violador a Gazer para llevar a Spawn al camino de la oscuridad.
- Goddess — la que provocó ese rayo verde como señal para que el ejército de almas y ángeles atacara a Malebolgia y sus fuerzas del mismo Infierno. Ella permite que Star Hive mire al mismo Spawn. Ella y su hermano Malebolgia han comenzado su guerra ahora.
- Redeemer — el Anti-Spawn creado por Heaven para actuar como su equivalente de Spawn.

La canción de Marilyn Manson "Use Your Fist and Not Your Mouth" de su álbum de 2003 The Golden Age of Grotesque se usa para el video de introducción y los créditos.

## Recepción
El juego recibió críticas mixtas en todas las plataformas según el agregador de reseñas Metacritic. La acción fue criticada por ser básica y repetitiva, y los combos descritos como "cojos".